# カリアーティ
カリアーティ（イタリア語: Cariati）は、イタリア共和国カラブリア州コゼンツァ県にある、人口約8,200人の基礎自治体（コムーネ）。

## 地理

### 位置・広がり

#### 隣接コムーネ
隣接するコムーネは以下の通り。括弧内のKRはクロトーネ県所属を示す。
- クルーコリ (KR)
- スカーラ・コエーリ
- テッラヴェッキア

## 行政

### 分離集落
カリアーティには、以下の分離集落（フラツィオーネ）がある。
- Tramonti, San Cataldo, Santa Maria